# Hipra
HIPRA es una empresa farmacéutica biotecnológica enfocada en la prevención para la salud animal y humana, con una amplia gama de vacunas altamente innovadoras y un servicio de diagnóstico avanzado. Con la sede central en Cataluña, es la quinta fabricante mundial de vacunas veterinarias y líder de patentes en la década de 2010.
HIPRA tiene una sólida presencia internacional en más de 40 países con filiales propias, 3 centros de I+D y plantas de producción ubicadas estratégicamente en Europa (España) y América (Brasil).
Además, su extensa red de distribución internacional mantiene abiertos los canales de distribución con más de 100 países, cubriendo así los 5 continentes.
Desde 2020, la compañía está desarrollando una vacuna contra la Covid-19.

## Historia
Los inicios se remontan al 1971 cuando un grupo de jóvenes emprendedores adquiere un pequeño laboratorio de Madrid fundado en 1954, llamado HIPRA (por los apellidos de sus antiguos creadores: Hidalgo y Prada), y se traslada a Amer (Girona).
El año 1991, con una plantilla de 100 personas y una facturación de 10 millones de euros, fue un año crucial en la trayectoria de HIPRA. Un nuevo equipo directivo altamente motivado redefine la política de expansión de la compañía. Empieza así un importante periodo de expansión técnica y comercial.
A partir del año 2000 se inició la internacionalización de HIPRA con la implementación de filiales propias alrededor del mundo. Actualmente HIPRA tiene filiales comerciales en 40 países, 3 centros de investigación y 6 plantas de producción ubicados estratégicamente en Europa y América. Su extensa red de distribución cubre los 5 continentes.
En 2009 se afinó el posicionamiento estratégico con la clara misión de ser el referente mundial en prevención, con productos diferenciales e innovadores y, por tanto, se dejó de invertir en productos farmacológicos.
En 2020, y en un contexto de pandemia por la Covid-19, HIPRA afrontó un nuevo reto valiéndose de su dilatada experiencia en vacunas de alta tecnología, el desarrollo de la vacuna contra este nuevo virus.
El año 2021 se creó la nueva División de Salud Humana para desarrollar nuevos productos innovadores. El mismo año se adquirió GoodGut, una start-up biotecnológica dedicada a la investigación y el desarrollo de pruebas diagnósticas para enfermedades digestivas.

## Salud humana

### Vacuna de la Covid-19
A raíz de la pandemia de Covid-19, HIPRA decidió salir de su mercado tradicional, la medicina veterinaria, para desarrollar la primera vacuna del estado contra la Covid-19. La vacuna que ha desarrollado HIPRA es una vacuna de proteína recombinante adyuvada, basada en un heterodímero de fusión del dominio de unión al receptor (RBD) que contiene las variantes alfa y beta del SARS-CoV-2.
La vacuna de HIPRA se conserva entre 2 y 8oC, facilitando el almacenamiento y distribución. La tecnología utilizada permite una gran versatilidad para adaptarla a nuevas variantes del virus, si es necesario en el futuro. Los resultados obtenidos hoy en día demuestran que la vacuna produce anticuerpos neutralizantes frente a las VOC actuales y también eficacia en la prevención de la enfermedad.

### Creu de Sant Jordi
En junio de 2022, la Generalidad de Cataluña concedió a HIPRA la Creu de Sant Jordi por «su implicación en la investigación de una nueva vacuna contra la enfermedad causada por el virus SARS-CoV-2» y por su «compromiso con la salud pública del país».

### Colaboración de HIPRA durante la pandemia
En el inicio de la pandemia HIPRA contactó con el Instituto Catalán de la Salud (ICS) para ofrecer su ayuda desinteresada en el contexto de crisis sanitaria. A partir de entonces, la compañía puso a disposición de las autoridades sanitarias unas nuevas instalaciones recientemente construidas en su sede central que tenía previsto inaugurar dentro de su plan de expansión de negocio (cerca de 700 m² de laboratorios previstos de la última tecnología en diagnóstico por PCR).
En estas nuevas instalaciones, técnicos de HIPRA, junto con profesionales del ICS, del Instituto de Investigación Biomédica de Girona (IDIBGI) y personal de la Universidad de Girona (UdG) empezaron a trabajar de forma desinteresada formando un equipo multidisciplinar que logró analizar cerca de 1.000 muestras diarias procedentes de hasta 7 hospitales de la región sanitaria de Girona y de zonas residenciales de la zona.
En total, la colaboración entre HIPRA y las autoridades sanitarias permitió analizar más de 30.000 pruebas PCR. El objetivo de este proyecto conjunto era claro: sumar esfuerzos para dar salida a la alta demanda de pruebas PCR a las que había que hacer frente durante los primeros meses de pandemia.

## Salud animal
HIPRA ha desarrollado más de 100 vacunas destinadas a diferentes especies animales, tanto de producción como de compañía, contra una gran variedad de objetivos biológicos. Además de la fábrica que tiene en Amer, la sociedad tiene otra en Brasil, a la conurbación de Porto Alegre. También cuenta con un centro de investigación universitario en Estados Unidos.
Entre los productos que desarrolla HIPRA en salud animal, destacan las vacunas, los dispositivos de vacunación, los servicios de trazabilidad integral y los kits de diagnóstico de última generación.
Los productos de farmacia veterinaria que tiene registrados en España son:
| Nombre del medicamento                                                                   | Especie destinataria                                                                                            | N.º de registro en España | Fecha de registro       |
| ---------------------------------------------------------------------------------------- | --- | ------------------------- | ----------------------- |
| Ferrohipra 200 mg/ml                                                                     | Lechones | 525 ESP                   | 5 de octubre de 1992    |
| Hiprabovis Balance                                                                       | Novillas, terneros, vacas                                                                                       | 1907 ESP                  | 21 de julio de 2008     |
| Hiprabovis Somni/LKT                                                                     | Terneros | 1746 ESP                  | 22 de enero de 2015     |
| Hipracox                                                                                 | Pollos de engorde                                                                                               | 1842 ESP                  | 22 de febrero de 2008   |
| Hipragumboro                                                                             | Gallina-pollitas futuras ponedoras, gallina-pollitas futuras reproductoras, gallinas,pollos de engorde          | 2245 ESP                  | 16 de febrero de 2011   |
| Hipragumboro CW                                                                          | Pollos de engorde                                                                                               | 2336 ESP                  | 11 de agosto de 2011    |
| Hipragumboro-BPL2                                                                        | Gallinas-pollitas futuras reproductoras                                                                         | 2309 ESP                  | 09 de junio de 2011     |
| Hipragumboro-CH/80                                                                       | Gallina-pollitas futuras ponedoras, gallina-pollitas futuras reproductoras, pollos de engorde                   | 2239 ESP                  | 16 de febrero de 2011   |
| Hipragumboro-GM97                                                                        | Pollos de engorde                                                                                               | 1545 ESP                  | 17 de febrero de 2004   |
| Hipralona ENRO-I                                                                         | Porcino,terneros                                                                                                | 431 ESP                   | 28 de mayo de 1992      |
| Hipralona ENRO-S                                                                         | Conejos, pavos de engorde, pollos                                                                               | 430 ESP                   | 28 de mayo de 1992      |
| Hiprapox liofilizado y disolvente para suspensión inyectable para pollos y pavos         | Pavos, pollos                                                                                                   | 2278 ESP                  | 05 de mayo de 2011      |
| Hiprasuis AD                                                                             | Cerdas, cerdos de engorde, verracos                                                                             | 3147 ESP                  | 03 de diciembre de 2014 |
| Hiprasuis AD BK                                                                          | Cerdas, cerdos de engorde, verracos                                                                             | 3148 ESP                  | 03 de diciembre de 2014 |
| Hiprasuis-Glässer                                                                        | Porcino | 2459 ESP                  | 10 de febrero de 2012   |
| Hipraviar-AP                                                                             | Palomas | 2433 ESP                  | 24 de enero de 2012     |
| Hipraviar-BPL2                                                                           | Gallina-pollitas futuras ponedoras, gallina pollitas futuras reproductoras ,pollos de engorde                   | 2315 ESP                  | 15 de junio de 2011     |
| Hipraviar-B1                                                                             | Gallina-pollitas futuras ponedoras, gallina-pollitas futuras reproductoras, pollos de engorde                   | 2242 ESP                  | 16 de febrero de 2011   |
| Hipraviar-B1/H120                                                                        | Gallina-pollitas futuras ponedoras, gallina-pollitas futuras reproductoras, pollos de engorde                   | 2275 ESP                  | 05 de mayo de 2011      |
| Hipraviar-Clon                                                                           | Gallina-pollitas futuras ponedoras, gallina-pollitas futuras reproductoras, pollos de engorde                   | 2243 ESP                  | 16 de febrero de 2011   |
| Hipraviar-ILT                                                                            | Gallina-pollitas futuras ponedoras, gallina-pollitas futuras reproductoras, pollo de engorde                    | 2237 ESP                  | 16 de febrero de 2011   |
| Hipraviar-S                                                                              | Gallina-pollitas futuras ponedoras, gallina-pollitas futuras reproductoras, pollos de engorde                   | 2244 ESP                  | 16 de febrero de 2011   |
| Hipraviar-SHS                                                                            | Gallinas-pollitas futuras ponedoras, gallina-pollitas futuras reproductoras, pavos de engorde,pollos de engorde | 2238 ESP                  | 16 de febrero de 2011   |
| Hipraviar-TRT                                                                            | Gallinas ponedoras, pavos, pollos reproductores                                                                 | 2316 ESP                  | 15 de junio de 2011     |
| Hipraviar-TRT4                                                                           | Pollitas | 2373 ESP                  | 06 de octubre de 2011   |
| Mixohipra-FSA                                                                            | Conejos | 2989 ESP                  | 27 de febrero de 2014   |
| Mixohipra-H                                                                              | Conejos | 2919 ESP                  | 19 de noviembre de 2013 |
| Hiprabovis IBR Marker Live liofizado y disolvente para suspensión inyectable para bovino | Bovino | EU/2/10/114/001           | 27 de enero de 2011     |
| Maxivac Hepta                                                                            | Perros | 1509 ESP                  | 03 de julio de 2003     |

## One Health
Con su lema “Building immunity for a healthier world”, HIPRA afirma su propósito de contribuir con soluciones que mejoran la salud global, tanto animal como humana, así como paralelamente actúa con respeto hacia el medio ambiente.
La compañía combina conocimientos y capacidades tanto en salud animal como humana, lo que la sitúa en una posición única para comprender y prevenir enfermedades zoonóticas como la Covid-19. La compañía afirma que la prevención es la mejor alternativa al uso de antibióticos en animales de producción, contribuyendo así a la mejora de la calidad de la proteína animal ya la reducción de las resistencias antimicrobianas.

## Controversias
En la década de los 1990 la Comisión Nacional de la Competencia amonestó a Hipra y a otras empresas del sector como Bayer o Zeltia por pactar precios antes de concursos.